# Gyrinophilus gulolineatus
Gyrinophilus gulolineatus és una espècie d'amfibi urodel de la família de la família de les Plethodontidae, endèmica dels Estats Units.

## Distribució
Aquesta espècie és endèmica a l'est de Tennessee als Estats Units. Es troba als comtats de Roane, de McMinn i de  Knox.

## Hàbitat
El seu hàbitat natural és als carsts de terra endins. Està amenaçada per la pèrdua d'hàbitat.